# Olympische Sommerspiele 1972/Teilnehmer (Saudi-Arabien)
| Gelbes Symbol für Goldmedaillen mit stilisierten Olympischen Ringen | Graues Symbol für Silbermedaillen mit stilisierten Olympischen Ringen | Braundes Symbol für Bronzemedaillen mit stilisierten Olympischen Ringen |
| ------------------------------------------------------------------- | --------------------------------------------------------------------- | ----------------------------------------------------------------------- |
| —                                                                   | —                                                                     | —                                                                       |

Saudi-Arabien nahm an den Olympischen Sommerspielen 1972 in München mit einer Delegation von zehn männlichen Athleten an elf Wettkämpfen in der Leichtathletik teil. Es war die erste Teilnahme an Olympischen Spielen, Medaillen konnten keine gewonnen werden. Fahnenträger bei der Eröffnungsfeier war der Leichtathlet Bilal Said al-Azma.

## Teilnehmer nach Sportarten

### Leichtathletik
- Bilal Said al-Azma (4 × 100-m-Staffel)
- Mohamed Jaman al-Dosari (4 × 100-m-Staffel)
- Said Khalil al-Dosari (4 × 100-m-Staffel)
- Mansour al-Juaid (100-m-Lauf, 4 × 100-m-Staffel)
- Abdullah al-Mabrouk (5000-m-Lauf)
- Abdul Atif al-Qahtani (Speerwurf)
- Abdul Wahab Naser al-Safra (1500-m-Lauf)
- Said Farouk al-Turki (Diskuswurf)
- Hussein al-Taib Maki (Kugelstoßen)
- Ghazi Saleh Marzouk (Dreisprung)